# Operation Cobra
 For alternative betydninger, se Operation Cobra (flertydig). (Se også artikler, som begynder med Operation Cobra)
Operation Cobra var kodenavnet på en offensiv, som blev igangsat af 1. amerikanske armé under general Omar Bradley otte uger efter landgangen i Normandiet på D-Dag under 2. verdenskrig. Operationens hensigt var at trænge gennem det tyske forsvar, som holdt amerikanerne indespærret i brohovedet i Normandiet, mens den tyske hær var optaget af den britiske og canadiske aktivitet omkring byen Caen. Efter et gennembrud ville 1. armé kunne trænge ind i Bretagne, oprulle de tyske flanker og befri sig for de begrænsninger, der fulgte med at operere i det normanniske bocage-landskab.
Efter flere timers forsinkelse på grund af dårligt vejr indledtes operation Cobra den 25. juli med et koncentreret luftbombardement fra 1.000 allierede fly. Britiske og canadiske støtteoffensiver havde trukket hovedparten af de tyske panserreserver væk fra den amerikanske sektor, og den tyske side manglede generelt både mandskab og materiel. Enheder fra 7. amerikanske korps gennemførte det indledende angreb med to divisioner, mens 1. armekorps gennemførte støtteangreb for at fastholde de tyske enheder. Fremgangen var langsom den første dag, men modstanden begyndte at bryde sammen, da først den tynde forsvarslinje var gennembrudt. Den 27. juli var hovedparten af den organiserede modstand brudt, og 7. og 8. amerikanske korps rykkede hurtigt frem og afskar Cotentinhalvøen. Den 31. juli havde 19. amerikanske korps nedkæmpet de sidste tyske enheder på 1. armés front, og Bradleys tropper var endelig fri af bocagen.
Tyske modangreb af feltmarskal Günther von Kluges styrker, hvoraf det blodigste havde kodenavnet Operation Lüttich, blev igangsat den 7. august mellem Mortain og Avranches. De havde ingen anden effekt end at svække von Kluges styrker yderligere, og den 8. august kunne den nyligt aktiverede 3. amerikanske armé indtage byen Le Mans, som tidligere havde huset den tyske 7. Armés hovedkvarter.
Operation Cobra ændrede kampen i Normandiet fra en kamp mellem infanteri til en hurtig manøvrekrig. Den førte til etablering af Falaise-lommen og gjorde den tyske stilling i Nordvestfrankrig umulig at holde. Operation Cobra og den 2. britiske og den 1. canadiske armés næste offensiver blev således afgørende for de allieredes sejr i felttoget i Normandiet.

## Baggrund
Efter den vellykkede allierede invasion af Normandiet den 6. juni 1944 var fremrykningen ind i landet langsom. For at understøtte den allierede opbygning i Frankrig og for at sikre yderligere ekspansion af brohovedet var dybvandshavnen Cherbourg på den vestlige flanke af den amerikanske sektor og den historiske by Caen i den britiske og canadiske sektor mod øst nogle af de indledende mål. Den oprindelige invasionsplan lagde op til kraftige offensiver i begge sektorer, og generalløjtnant sir Miles Dempseys 2. britiske armé skulle erobre Caen og området syd for byen,, mens general Omar Bradleys 1. amerikanske Armé skulle erobre Cotentinhalvøen med Cherbourg og derpå trænge sydpå mod Loire-floden og samtidig dreje ind i landet.

General Bernard Montgomery, som ledede alle allierede landstyrker i Normandiet, havde planlagt at erobre Caen på D-dag, mens Cherbourg skulle falde femten dage senere. 2. britiske armé skulle tage byen og derefter etablere en front mod sydøst i retning af Caumont-l'Éventé for derigennem at sikre sig flyvepladser og beskytte 1. armés venstre flanke, mens den rykkede mod Cherbourg. Besiddelse af Caen og omegn var hensigtsmæssig på grund af det åbne terræn, der ville muliggøre manøvrekrigsførelsel og ville også give 2. armé et passende opmarchområde til at kunne trænge sydpå mod Falaise, som kunne benyttes som et hængsel til et højresving mod Argentan og derpå mod Touques-floden. Caens erobring er af historikeren L. F. Ellis beskrevet som det vigtigste mål, som generalløjtnant John Crockers 1. korps havde fået tildelt på D-dag. Både Ellis og Chester Wilmot betegner imidlertid den allierede plan som ambitiøs, da Caen-området indeholdt de stærkeste forsvarsværker i Normandiet. 
1. korps' første forsøg på at nå Caen på D-dag blev blokeret af elementer af den 21. tyske panserdivision, og da tyskerne indsatte hovedparten af deres forstærkninger mod invasionen i forsvaret af byenstivnede den britisk-canadiske front hurtigt, før 2. armés mål var nået. Operation Perch i ugen efter D-dag og Operation Epsom (26. – 30. juni) bragte nogle områdegevinster, og udmarvede forsvarerne, men Caen forblev på tyske hænder til Operation Charnwood (7. – 9. juli), da 2. armé havde held til at erobre den nordlige del af byen til Orne-floden ved et frontalt angreb.
De næste britisk-canadiske offensiver omkring Caen trak de bedste tyske enheder i Normandiet (herunder de fleste af de kampvogne, der stod til rådighed) til den østlige ende af det allierede brohoved. Trods det kæmpede den amerikanske 1. armé for at komme frem mod hårdnakket tysk modstand. Operationerne var så langsomme på grund af den normanniske bocage med tætte, høje hække, hulveje og små skove, et terræn som amerikanerne under deres træning ikke havde kæmpet i. Uden havne måtte alle forstærkninger og forsyninger landsættes på strandene og var undergivet vejrets luner. Den 19. juni ramte en alvorlig storm Den Engelske Kanal. Den varede i tre dage og forårsagede alvorlige forsinkelser i den allierede opmarch, og nogle planlagte operationer måtte aflyses. 1. armés forsøg på at trænge frem i den vestlige sektor blev til sidst stoppet af Bradley foran byen Saint-Lô, da operationer rettet mod Cherbourg havde 1. prioritet. Cherbourgs forsvarere var ikke forberedt på et hårdnakket forsvar, da de stort set bestod af fire kampgrupper, der var dannet af resterne af enheder, der havde trukket sig tilbage op gennem Cotentinhalvøen. Havnens forsvar var primært indrettet på et angreb fra havet. Den organiserede tyske modstand ophørte først den 27. juni, da det lykkedes den 9. amerikanske infanteridivision at nedkæmpe forsvaret af Cap-de-la-Hague nordvest for byen. I løbet af fire dage genoptog generalmajor J. Lawton "Lightning Joe" Collins' 7. korps offensiven mod Saint-Lô ved siden af 19. og 8. korps, hvilket fik tyskerne til at flytte flere kampvogne til den amerikanske sektor.

## Planlægning
De fleste kilder giver Første Armés chef, Omar Bradley, æren for Cobra planen. Bradley fremlagde sine ideer om offensiven for Montgomery den 10. juli.
Ifølge Montgomerys officielle levnedsbeskriver blev grundstenen til Operation Cobra lagt den 13. juni. Montgomerys plan på de tidspunkt lagde op til, at Bradleys 1. armé skulle erobre Saint-Lô og Coutances og så foretage to fremstød mod syd. Et fra Caumont mod Vire og Mortain og det andet fra Saint-Lô mod Villedieu og Avranches. Selv om presset skulle fastholdes på Cotentinhalvøen mod La Haye-du-Puits og Valognes, havde erobringen af Cherbourg ikke første prioritet. Da Cherbourg var erobret af Collins 7. Korps den 27. juni, var Montgomerys oprindelige tidsplan forældet, og fremstødet mod Caumont blev aldrig gennemført.
Efter afslutningen af Operation Charnwood og aflysningen af 1. armés offensiv mod Saint-Lô mødtes Montgomery med Bradley og Dempsey den 10. juli for at diskutere, hvad der skulle være 21. armegruppes næste træk. Under mødet indrømmede Bradley, at fremgangen på den vestlige flanke var meget langsom,Den 10. juli var Bradley tilstrækkelig bekymret til at skrive, at de Allierede stod overfor muligheden af et dødvande som i 1. Verdenskrig og foreslog et udbrudsforsøg med kodenavnet Operation Cobra, der skulle igangsættes af 1. armé den 18. juli. Montgomery godkendte forslaget, og direktivet, der udstedtes på baggrund af mødet, gjorde det klart, at den overordnede strategi for de kommende dage skulle være at fjerne fjendens opmærksomhed fra 1. armé i retning af den britisk-canadiske sektor. Dempsey fik besked på at "fortsætte med slå til, tiltrække de tyske stridskræfter, især kampvognene, så vejen blev lettere for Brad[ley]". For at opnå dette blev Operation Goodwood planlagt, og Eisenhower sikrede, at begge operationer fik støtte fra de allierede luftstyrker med strategiske bombefly.
Den 12. juli orienterede Bradley sine underordnede ledere om Cobra planen, som bestod af tre faser. Hovedindsatsen ville være under kontrol af Collins' 7. korps. I første fase skulle gennembrudsangrebet udføres af generalmajor Eddys 9. infanteridivision og generalmajor Hobbs' 30. infanteridivision, som skulle slå hul i den tyske taktiske zone og derefter holde flankerne ved gennembruddet, mens generalmajor Huebners 1. infanteridivision og generalmajor Brooks' 2. panserdivision trængte dybt ind i det tyske bagland, til modstanden brød sammen. I den anden fase skulle en styrke på 5-6 divisioner passere gennem den åbning, som var skabt i de tyske stillinger og svinge mod vest. Hvis disse to faser lykkedes, ville den vestlige tyske stilling blive umulig at opretholde, og den tredje fase ville tillade en forholdsvis let fremrykning til den sydvestlige ende af bocagen og muliggøre en afskæring og besættelse af Bretagne halvøen. 1. armés efterretningsvæsen vurderede, at der ikke ville komme noget tysk modangreb i de første dage efter indledningen af Cobra, og at hvis der kom angreb efter dette tidspunkt, ville de ikke bestå af mere end operationer i bataljonsstyrke. 
Cobra skulle være et koncentreret angreb over en kun godt 6 km bred front i modsætning til tidligere amerikanske offensiver over en bred front og ville få kraftig luftstøtte. Jagerbombere ville koncentrere sig om at ramme fremskudte tyske stillinger i et 225 m bredt bælte lige syd for vejen mellem Saint-Lô og Periers, mens general Spaatzs tunge bombefly bombede 2.250 m bag den tyske hovedforsvarslinje.
Det forventedes, at den fysiske ødelæggelse og chokværdien af et kort, intenst, forberedende bombardement ville svække det tyske forsvar stærkt, så ud over divisionernes eget artilleri ville artilleri fra korps og armé yde støtte, herunder ni tunge, fem middeltunge og syv lette artilleribataljoner. Over 1.000 kanoner ville blive indsat i offensiven, og ca. 140.000 granater blev tildelt 7. korps og yderligere 27.000 til 8. korps. 
I et forsøg på at overvinde mobilitetsbegrænsningerne i bocagen, som havde gjort de offensive operationer så vanskelige og kostbare for begge sider, blev nogle M4 Sherman, M5A1 Stuart og M10 Wolverine modificeret til "Rhino" kampvogne ved at svejse stål 'tænder' på, som kunne bryde hul i de normanniske hække. Mens tyske kampvogne fortsat var henvist til vejene, kunne amerikanske kampvogne nu manøvrere mere frit, selv om disse modifikationer ikke var så effektive, som det ofte antages. Ved begyndelsen af operation Cobra var 60 % af 1. armés kampvogne modificeret. For at bevare operationel sikkerhed forbød Bradley, at de blev indsat, før Cobra gik i gang.  I alt 1.269 M4 middeltunge kampvogne, 694 M5A1 lette kampvogne og 288 M10 panserjagere var til rådighed.

### Operationerne Goodwood og Atlantic
Den 18. juli indledte det britiske 8. korps og 1. korps operation Goodwood øst for Caen. Offensiven indledtes med det hidtil største luftbombardement til støtte for styrker på jorden med over 1.000 fly, som kastede 6.000 tons spræng- og fragmenteringsbomber fra lav højde. Tyske stillinger øst for Caen blev beskudt af mere end 400 kanoner, og mange landsbyer blev skudt i grus, men tysk artilleri længere mod syd, på Bourguébus højdedragene, var uden for det britiske artilleris rækkevidde, og forsvarerne af Cagny og Émiéville var stort set uskadte efter bombardementet. Det bidrog til 2. armés tab, der var på over 4.800 . I princippet var det en kampvognsoffensiv, og mellem 250 og 400 britiske kampvogne blev ødelagt. Reynolds hævder, at en nærmere undersøgelse af de relevante dokumenter viser, at højst 253 kampvogne blev ødelagt under Goodwood, hvoraf de fleste kunne repareres.  Mens Buckley hævder, at 21. armégruppe mistede omkring 400 kampvogne under operationen, selv om han også bemærker, at de fleste blev bjærget, og den seneste gennemgang antyder, at kun 140 blev helt ødelagt, og at 174 blev beskadiget. Denne operation er fortsat det største kampvognsslag, som den britiske hær har udkæmpet  og førte til udvidelse af brohovedet ved Orne floden og den endelige erobring af Caen.
Samtidig indledte 2. canadiske korps på Goodwoods vestlige flanke Operation Atlantic. Den havde til formål at styrke det allierede fodfæste langs Orne flodens bredder og erobre Verrières-højdedraget syd for Caen. Atlantic gav først gevinster, men tabte pusten, da tabene voksede.
Et modangreb fra to SS panserdivisioner pressede canadierne tilbage bag deres startlinjer, og 2. canadiske korps' leder, general Guy Simonds måtte indsætte forstærkninger for at stabilisere fronten. Operation Atlantic kostede canadierne tab på 1.349, og det lykkedes ikke at erobre Verrières-højdedraget, men Atlantic og Goodwood fik tyskerne til at indsætte de fleste af deres kampvogne og yderligere forstærkninger i den britiske og canadiske sektor. Kun to panserdivisioner med 190 kampvogne stod nu overfor Bradleys 1. armé, mens syv panserdivisioner med 750 var placeret i Caen området langt væk fra, hvor Operation Cobra ville blive indledt.

## Den allierede offensiv

### Forberedende angreb
For at få godt terræn til Operation Cobra udtænkte Bradley og Collins en plan om at trænge frem til vejen mellem Saint-Lô og Periers langs hvilken, 7. og 8. korps sikrede sig udgangsstillinger. Den 18. juli lykkedes det med et tab på 5.000 mand for de amerikanske 29. og 35. infanteridivisioner at erobre de vigtige højder ved Saint-Lô, idet de fordrev general Eugen Meindls 2. Faldskærmskorps. Det og 352. infanteridivision (som havde været i kamp, siden den forsvarede Omaha Beach på D-Dag) var nu stort set nedkæmpet, og scenen var parat til hovedoffensiven. På grund af dårligt vejr, som også havde hæmmet Goodwood og Atlantic, besluttede Bradley at udskyde Cobra i nogle få dage – en beslutning som bekymrede Montgomery, da de britiske og canadiske operationer var blevet igangsat for at støtte udbrudsforsøget, som nu udeblev. Den 24. juli var himmelen tilstrækkelig klar til, at angrebsordren kunne gives, og 1.600 allierede fly lettede mod Normandiet. Vejret blev imidlertid igen ringere over slagmarken, og med dårligt sigt blev over 25 amerikanere dræbt og 130 såret ved bombardementet. Nogle rasende soldater åbnede ild mod deres egne fly, ikke en ukendt foreteelse i Normandiet, når de blev beskudt af deres egne.

### Hovedangreb og gennembrud 25.-27. juli
Cobra kom i gang den 25. juli kl. 09.38, da omkring 600 allierede jagerbombere angreb støttepunkter og fjendtligt artilleri langs en 275 meter bred stribe land i St. Lô-området. I den næste time gennembombede den amerikanske 8. luftstyrke et 5,5 km bredt og 2 km dybt område ved vejen mellem Saint-Lô og Periers fulgt af en tredje og afsluttende bølge af middeltunge bombefly. Ca. 3.000 amerikanske fly havde tæppebombet en smal sektion af fronten, hvor Panzer-Lehr divisionen blev ramt særlig hårdt. Igen var der imidlertid ikke kun tyske tab. Bradley havde specifikt anmodet om, at bombeflyene skulle flyve ind østfra med solen og parallelt med vejen mellem Saint-Lô og Periers for at minimere risikoen for egne tab, men de fleste fly kom i stedet nordfra, vinkelret på frontlinjen. Trods forsøg fra amerikanske enheders side på at afmærke deres stillinger dræbte upræcis bombning fra 8. luftstyrke 111 mand, heriblandt generalløjtnant Lesley J. McNair – den højest rangerende amerikaner, der blev dræbt i kamp på de europæiske slagmarker, og sårede 490.
Klokken 11 begyndte infanteriet at rykke fremad fra bombekrater til bombekrater forbi det, der havde været den tyske forpostlinje. Selv om der ikke ventedes alvorlig modstand, havde resterne af Bayerleins Panzer Lehr, der bestod af ca. 2.200 mand og 45 panserkøretøjer, omgrupperet sig og var parat til at møde de fremrykkende amerikanske tropper, og vest for Panzer Lehr havde den 6. tyske faldskærmsdivision overlevet bombardementet omtrent uskadt. Collins' 7. korps var ret nedslået over at møde intens, fjendtlig artilleribeskydning, da de regnede med, at fjenden var slået ud af bombardementet. Adskillige amerikanske enheder blev involveret i kampe mod støttepunkter, der blev holdt af en håndfuld fjendtlige kampvogne, støtteinfanteri og 88 mm kanoner – 7. korps rykkede kun 2 km frem resten af dagen. Selv om den første dags resultater havde været skuffende, fandt general Collins anledning til optimisme: Selv om tyskerne holdt stædigt fast i deres stillinger, lod disse ikke til at danne en sammenhængende linje og kunne rammes i flanken eller omgås. Selv med forudgående advarsler om den amerikanske offensiv havde de britiske og canadiske operationer omkring Caen overbevist tyskerne om, at det var dér, den egentlige trussel kom fra, og de havde indsat deres styrker dér i den grad, at der ikke var metodisk forberedte forsvarsstillinger i dybden som ved Goodwood og Atlantic i Cobras område. Den tyske stilling var yderligere blevet bragt ud af balance af operation Spring, en opfølgningsoperation til Atlantic, som blev gennemført af 2. canadiske korps, og som havde trukket den 9. SS panserdivision væk fra den amerikanske sektor, lige inden Cobra gik i gang.
Om morgenen den 26. juli sluttede den amerikanske 2. panserdivision og veteranerne i 1. infanteridivision sig til angrebet som planlagt, og de nåede næste dag et af Cobras første mål – et vejkryds nord for Le Mesnil-Herman. Ligeledes den 26. juli gik generalmajor Troy H. Middletons 8. Korps ind i kampen anført af 8. infanteridivision og 90. infanteridivision. Selv om der var klart markerede fremrykningsveje gennem oversvømmelser og sumpe på deres front, skuffede begge divisioner i starten 1. armé ved ikke at komme særlig langt, men ved daggry næste morgen viste det sig, at tyskerne havde været tvunget til at trække sig tilbage på grund af deres smuldrende venstre flanke, hvilket kun efterlod store minefelter til at forsinke 8. korps' fremrykning. Ved middagstid den 27. juli var 9. division i 7. Korps også nået igennem al organiseret tysk modstand og rykkede hurtigt frem.

### Udbrud og fremrykning 28.- 31 juli
Den 28. juli var de tyske forsvarsstillinger ved den amerikanske front stort set brudt sammen under den fulde vægt af 7. og 8. korps' fremrykning, og modstanden var uorganiseret og spredt. 8. Korps' 4. panserdivision kom i kamp for første gang og erobrede Coutances, men mødte kraftig modstand øst for byen, og amerikanske enheder, der gennembrød de tyske stillinger i dybden, blev skiftevis angrebet af elementer af 2. SS panserdivision, 17. pansergrenaderdivision og 353. infanteridivision, som alle forsøgte at undgå at blive omringet. Et desperat modangreb blev iværksat mod 4. panserdivision af tyske rester, men det var en katastrofe, og tyskerne opgav deres køretøjer og flygtede til fods. En udmattet og demoraliseret Bayerlein rapporterede, at hans Panzer Lehr division var "endeligt udslettet", kampvognene var ødelagt, mandskabet var enten dræbt, såret eller fanget, og alle hovedkvarterets arkiver var tabt.
I mellemtiden samlede generalfeltmarskal Günther von Kluge, der var øverstkommanderende for alle tyske tropper på Vestfronten, forstærkninger, og elementer af 2. panserdivision og 116. panserdivivion nærmede sig slagmarken. Det amerikanske 19. korps anført af generalmajor Charles H. Corlett gik ind i slaget den 28. juli til venstre for 7. korps, og mellem den 28. og 31. juli kom det i kamp med disse forstærkninger i det, der blev de voldsomste kampe, siden Cobra begyndte. Da han fik ordre til at samle sin division, blev oberst Heinz Günther Guderian, 116. divisions øverste stabsofficer, frustreret over den megen aktivitet fra allierede jagerbombere. Uden at få direkte støtte fra 2. panserdivision som lovet, hævdede Guderian, at hans pansergrenaderer ikke med held kunne gennemføre et modangreb mod amerikanerne.
Om natten den 29. juli fandt enheder fra 2. amerikanske panserdivision sig involveret i en kamp på liv og død mod en tysk kolonne fra 2. SS panserdivision og 16 SS pansergrenaderdivision, som passerede gennem de amerikanske linjer i mørket. Andre dele af 3. panserdivision blev angrebet nær Cambry og kæmpede i seks timer; men Bradley og hans underordnede vidste, at de på nuværende tidspunkt dominerede slagmarken, og at sådanne desperate angreb ikke var en reel trussel mod den amerikanske stilling. Den 30. juli indledte det britiske 8. korps Operation Bluecoat sydpå fra Caumont mod Vire og Mont Pinçon for at beskytte Cobras flanke og forhindre tilbagetrækning og omgruppering af yderligere tyske styrker. Mens de rykkede sydpå langs kysten, erobrede det amerikanske 8. korps Avranches senere på dagen. Det beskrev historikeren Andrew Williams som "porten til Bretagne og det sydlige Normandiet", og den 31. juli havde 19. korps slået de sidste tyske modangreb tilbage efter hårde kampe, hvor de havde påført tyskerne store tab af mænd og materiel. Den amerikanske fremrykning var nu nådesløs, og 1. armé var nu endelig fri af bocagen.

## Efterspil
Ved middag den 1. august blev 3. amerikanske armé aktiveret under ledelse af general George S. Patton. Generalløjtnant Courtney Hodges overtog kommandoen over 1. armé, og Bradley blev forfremmet til at have den overordnede ledelse af begge armeer, der fik betegnelsen 12. armegruppe. Patton skrev et digt med ordene:
| Citat | Så lad os kæmpe rigtigt, bore os ind og kvæle, bide. Lad os tage chancen nu, da vi har bolden. Lad os glemme de fine faste baser på de trøstesløse, granatramte steder. Lad os skyde det, vi kan, og vinde! | Citat |
|       | |       |

Den amerikanske fremrykning, som fulgte Cobra, var hurtig. Den 8. august faldt byen Le Mans, som var den tyske 7. armés tidligere hovedkvarter, til amerikanerne, og Pattons 8. korps havde fejet gennem Avranches og over broen ved Pontaubault ind i Bretagne. Den tyske hær i Normandiet var blevet reduceret, så uden udsigt til forstærkninger i kølvandet på den sovjetiske sommeroffensiv mod Heeresgruppe Mitte var der meget få tyskere, som troede på, at de nu kunne undgå at blive besejret. Frem for at beordre sine resterende styrker tilbage til Seinen sendte Adolf Hitler imidlertid en ordre til von Kluge, hvori han forlangte "et øjeblikkeligt modangreb mellem Mortain og Avranches" for at "udrydde" fjenden og skabe kontakt til vestkysten af Cotentinhalvøen. Otte af de ni panserdivisioner i Normandiet skulle indsættes i angrebet, men kun fire, hvoraf én kun delvis, kunne fjernes fra deres defensive opgaver og samles i tide. De tyske feltherrer protesterede straks og sagde, at en sådan operation var umulig i betragtning af de ressourcer, de havde tilbage, men disse indvendinger blev fejet af bordet, og modoffensiven med kodenavnet Operation Lüttich begyndte den 7. august ved Mortain. 2., 1. SS og 2. SS panserdivision anførte angrebet, om end kun med 75 Panzer IV og 70 Panther kampvogne samt 32 selvkørende kanoner tilsammen. Offensiven var i princippet ovre i løbet af 24 timer, selv om kampene fortsatte til den 13. august.
Da von Kluges få kampklare enheder var ødelagt af 1. armé, indså den allierede overkommando, at hele den tyske stilling i Normandiet var ved at bryde sammen. Bradley erklærede: "Dette er en chance, som kun kommer til en feltherre en gang i et århundrede. Vi er på vej til at nedkæmpe en hel fjendtlig hær og rykke helt frem til den tyske grænse". Den 14. august i forbindelse med amerikanske bevægelser nordpå til Chambois indledte canadiske styrker Operation Tractable. De allieredes hensigt var at fange og nedkæmpe hele den tyske 7. armé og 5. panserarmé ved byen Falaise. Fem dage senere var de to kæber i knibtangen næsten ved at lukke sig, den fremrykkende amerikanske 90. infanteridivision havde etableret kontakt med den polske 1. panserdivision, og de første allierede enheder havde krydset Seinen ved Mantes Gassicourt, mens tyske enheder flygtede mod øst efter bedste evne. Den 22. august blev Falaise-lommen, som tyskerne havde kæmpet desperat for at holde åben, så deres indesluttede tropper kunne undslippe, endelig lukket, hvilket i praksis afsluttede slaget om Normandiet med en afgørende allieret sejr. Alle tyske styrker vest for de allierede linjer var enten døde eller i fangenskab, og selv om måske 100.000 tyske soldater havde held til at undslippe, efterlod de mellem 40.000–50.000 fanger og over 10.000 døde. I alt 344 kampvogne og selvkørende artilleripjecer, 2.447 køretøjer og 252 kanoner blev fundet opgivet eller ødelagt alene i den nordlige del af lommen. De allierede kunne nu frit rykke gennem uforsvarede områder, og den 25. august var alle fire allierede armeer, (1. canadiske, 2. britiske, 1. og 3. amerikanske) som havde været involveret i felttoget i Normandiet, fremme ved Seinen.

## Eksterne kilder
- Normandiememoire.com. "Operation Cobra: the break-out". Arkiveret fra originalen 21. august 2003.
- Wiacek, Jacques. "Operation Cobra and final stages of the battle in normandy". Arkiveret fra originalen 28. november 2007.